# E.I.
E.I. è un brano musicale del rapper statunitense Nelly, pubblicato come secondo singolo estratto dall'album Country Grammar il 28 ottobre 2000. Il brano è riuscito ad arrivare alla sedicesima posizione della classifica Billboard Hot 100.

## Tracce
CD-Maxi Universal 158 756-2
1. E.I. – 4:12
2. Greed, Hate, Envy – 4:15
3. E.I. (Instrumental) – 4:45
4. Come Over – 4:13

## Classifiche
| Classifica (2000)                    | Posizione più alta |
| ------------------------------------ | ------------------ |
| U.S. Billboard Hot 100               | 16                 |
| U.S. Billboard Hot R&B/Hip-Hop Songs | 10                 |
| Austria                              | 65                 |
| Australia                            | 12                 |
| Paesi Bassi                          | 30                 |
| Svizzera                             | 89                 |